# 周文興
周文興（1479年—16世紀），字用賓，浙江衢州府江山縣人，明朝政治人物。

## 生平
正德二年（1507年），周文興中式浙江乡试第四名舉人，次年（1508年）聯捷戊辰科会试第十五名，三甲九十七名進士，登第後立刻請求因病歸鄉，在江郎山中讀書；八年後（1516年）朝廷催促他任官，他才就任刑部主事。
嘉靖七年（1528年），周文興自南京吏部稽勳司署郎中調任光祿寺少卿，到十二年（1533年）陞南京太僕寺少卿，同年改任南京鴻臚寺卿。十六年（1537年）他以病提出致仕獲准，在清平築室欣賞杭州山水，與人交往胸無城府，總督胡宗憲在其家鄉興建「高士坊」表揚。

## 家族
曾祖周本。祖父周延熙。父周诵。母赵氏；继母俞氏。具庆下，兄魁、韜、重德、有厚、弟嗣进。

## 引用
1. 1 2  同治《江山縣志·卷九·人物志》：周文興 《分省人物考》（云）字用賓，江山人，正德三年進士，甫登第即疏疾乞歸，讀書於江郎山中；八年部檄促之起，為刑部主事，厯官鴻臚卿，屢起屢退，特越次遷之得至列卿。嘉靖十六年懇章致仕，愛杭山水之勝，築室清平，寄思塵埃之外，與人交樂易無城府，元言高論，意豁如也，總督胡宗憲表其里曰「高士坊」。
2. ↑  同治《江山縣志·卷七·選舉志》：正德二年丁卯科（舉人） 周文興 經魁，見進士
3. ↑  《明世宗肅皇帝實錄·卷九十一》：（嘉靖七年八月）壬戌陞南京吏部稽勳司署郎中周文興為光祿寺少卿。
4. ↑  《明世宗肅皇帝實錄·卷一百五十二》：（嘉靖十二年七月乙巳）陞光祿寺少卿周文興為南京太僕寺少卿，改南京尚寶司少卿姜清為南京光祿寺少卿。
5. ↑  《明世宗肅皇帝實錄·卷一百五十六》：（嘉靖十二年十一月）己未改南京太僕寺少卿周文興為南京鴻臚寺卿。
6. ↑  《明世宗肅皇帝實錄·卷二百十五》：（嘉靖十七年八月）壬寅南京鴻臚寺卿周文興以疾乞致仕，許之。
7. ↑  龚延明主编. . 宁波: 宁波出版社. 2016. ISBN 978-7-5526-2320-8. 《天一閣藏明代科舉錄選刊.登科錄》之《正德三年戊辰科進士登科録》